# Мелітіна Лозинська
Меліті́на Лози́нська (Тіна Лозинська; 1905—1991) — українська оперна співачка (лірично-драматичне сопрано). Солістка Київської і Одеської опери. Дружина народного артиста УРСР Івана Тоцького.

## Загальні відомості
1925 року закінчила Київську консерваторію.
Під час навчання працювала солісткою капели «Думка», де познайомилась з своїм майбутнім чоловіком — басом Іваном Тоцьким.
Працювала в радіокомітетах Харкова і Одеси.
З 1928 року — солістка Київської опери.
З 1933 — солістка Одеської опери.

## Репертуар
- Графиня, Поліна («Пікова дама» Петра Чайковського)
- Неніла («Чародійка» Петра Чайковського)
- Терпилиха, Дуняша, Господиня корчми, Маддалена, Сузукі, Мерседес («Кармен» Жоржа Бізе)
- Єфросинія («Сім'я Тараса» Дмитра Кабелевського)
- Няня, Тетяна Ларіна («Євгеній Онєгін» Петра Чайковського)
- Берта («Севільський цирульник» Джоаккіно Россіні)
- Марта («Фауст» Шарля Гуно)
- Марта («Іоланта» Петра Чайковського)
- Аксинія («В бурю» Тихона Хрєнникова)
- Іллівна («Тихий Дон» Івана Дзержинського)
- Нано («Даїсі» Захарія Паліашвілі)